# Trichomanes botryoides
Trichomanes botryoides là một loài thực vật có mạch trong họ Hymenophyllaceae. Loài này được Kaulf. miêu tả khoa học đầu tiên năm 1824.